# منبع‌شناسی مانوی‌ها
منبع‌شناسی مانوی‌ها، به مجموعه نوشته‌های دین مانوی گفته می‌شود که توسط مانی، پیروان مانی یا غیرمانویان به دست ما رسیده است.

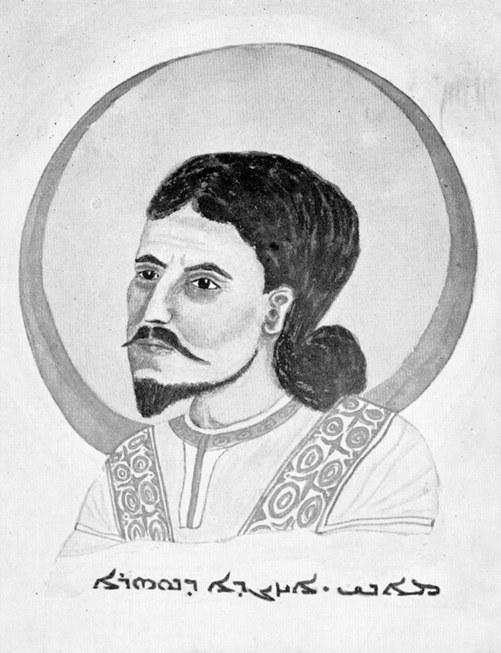
تصویر مانی

آموزه‌ها و آثار مانی، فعالیت‌ها و کتاب‌های پیروان و شاگردان او، نیز نوشته‌های انتقادی مخالفان مانی و پیروان ادیان دیگر، هر یک سهم بسزایی در ارائه تصویری روشن و کامل از مانی بر عهده دارند.

## آثار مانی
مجموعه آثار دینی مانوی که خود مانی نوشته، هفت کتاب به گویش مادری یعنی آرامی شرقی است. عقیده بر این است که بخشی از این آثار توسط روحی که مانی آن را «توم» یعنی «همزاده» می‌نامید، به او وحی شده است. از اصل آرامی این آثار، حتی یک سطر، در تورفان محفوظ نمانده است، اما ترجمه بسیاری از آن‌ها در دستنویس‌های ایرانی به گونه‌ای باقی مانده است که در بیشتر موارد نمی‌توان مشخص کرد که هر قطعه از کدام کتاب است. نام این هفت کتاب، انجیل زنده (انجیل بزرگ)، گنج زندگان، اسرار، غولان، رساله‌ها و نامه‌ها، فراقماطیا و مزامیر و اوراد است.

### انجیل
نخستین اثر به نام انجیل، نزد ایرانیان با عنوان اِوینگلیون و با صفت «بزرگ» یا «زنده» همراه است. این کتاب به تعداد الفبای سریانی به ۲۲ بخش تقسیم شده است. در کتاب الفرست ابن ندیم از آن ذکری نشده است. به گفته بیرونی، هر فصلی از آن با یکی از حروف ابجد شروع می‌شده است. یعقوبی تعداد انجیل‌ها را ۱۲ ذکر کرده که احتمالاً اشتباه و به جای ۲۲ است. مقدمه و بخش کوتاهی از فصل اول (الف) این انجیل به فارسی میانه منتشر شده است. در این متن، کتاب «اِوینگلیون زنده چشم و گوش» نامیده شده است. شاید به این سبب که بخشی از آن دربردارنده اندرزهایی برای مراقبت کردن از حواس بوده است. نام انجیل در یک قطعه دیگر به فارسی میانه نیز آمده است. متن در بردارنده نقل قول‌های کوتاهی از نامه‌های مختلف مانی و دیگر آثار او مانند «گنج زندگان» است. این قطعه آسیب فراوان دیده است.

### گنج زندگان
تا کنون هیچ متنی از این اثر به زبان‌های ایرانی شناخته نشده است. عنوان اصلی این کتاب در یک متن سغدی (به نقل از متنی به فارسی میانه) «سمیتیها» آمده است. در منابع گوناگون از جمله متون قبطی و چینی و عربی و فارسی، ترجمه این عنوان ذکر گردیده است. ابن ندیم در الفهرست، این کتاب را سِفرالاحیاء، بیرونی در آثارالباقیه و ماللهند و یعقوبی در تاریخ خود، کنزالاحیاء نامیده‌اند. بیرونی در ماللهند، مطلبی از این کتاب را، دربارهٔ جنسیت فرشتگان، نقل کرده است و یعقوبی آورده است: مانی در این کتاب به توصیف آنچه از پاکی نور و آنچه از فساد تاریکی در روح وجود دارد، می‌پردازد و کارهای پست را به تاریکی نسبت می‌دهد.

### اسرار
این نام تاکنون در هیچ متنی دیده نشده است، اما ترجمه‌های چینی اثر نشان می‌دهد که این کتاب در فارسی میانه غربی «رازان» (جمع راز) نام داشته است. ابن ندیم در الفهرست نام کتاب را سِفرالاسرار آورده و عنوان ۱۸ فصل آن را ذکر کرده است، اما این مطلب هیچ کمکی به شناسایی قطعات ایرانی نمی‌کند. یعقوبی در تاریخ خود، گفته است که مانی در سفرالاسرار به آیات انبیاء طعنه زده است. بیرونی در فهرست کتب محمد بن زکریاء رازی می‌گوید که به مطالعه سفرالاسرار علاقه‌مند شده و مدت چهل و اندی سال در آرزوی به‌دست آوردن آن بوده و وقتی آن را به دست آورده، دربردارنده هذیانِ بَحت (خالص) و هجرِ (پریشان‌گویی) محض یافته است.

### غولان
ابن‌ندیم در «الفهرست» آن را «سِفرالجَبابره» ذکر کرده است. این اثر در پارتی «کَوان» (Kawān) نامیده شده، و گمان بر این است که نام دیگر آن نزد مانویان «نوشته‌ای به پارتیان» باشد. کَو (Kaw) بازماندهٔ کَوی (Kauui) اوستایی و کَی (Kay) پارسی میانه است که یکی از معانی اصلی آن «جنگ‌جوی ایرانیِ غیرزرتشتی» بوده که سپس با معنی «جبار» به‌کار رفته است. قطعاتی از این اثر به زبان‌های پارسی میانه و سُغدی به‌دست آمده است. «کَوان» شباهت‌های زیادی با «کتاب اول اخنوخ» دارد؛ و ازاین‌رو به کتاب مانی، «کتاب اول اخنوخ» نیز می‌گفته‌اند. «کتاب اول اخنوخ» (منسوب به «اخنوخ/هنوخ» جدّ نوح پیامبر) در سدهٔ دوم پیش از میلاد نوشته شده و روایت کامل از آن تنها به زبان حبشی باقی مانده است. ترجمه‌ای سریانی از کتاب اخنوخ نیز بوده که اکنون وجود ندارد. «کتاب اول اخنوخ» یا کتاب «کَوان» مانی بعدها به شش یا هفت زبان ترجمه شده و قطعات یا اقتباس‌هایی از روایات یونانی، لاتینی، پهلوانیگ (پهلوی اشکانی؛ پارتی)، پارسیگ (پهلوی ساسانی؛ پارسی میانه)، سُغدی و قبطی آن‌ها به‌دست آمده است.
این کتاب دربارهٔ دیوان یا فرشتگانی تاریک و بدکاره موسوم به «اِگریگُرویی» (نگاهبانان) است که در هنگام ایجاد جهان در آسمان‌ها زندانی شده بودند؛ اما بعدها شورش کردند و هرچند چهار فرشتهٔ بزرگ آنان را دوباره به‌بند کشیدند، دویست تن از آنان در زمان اخنوخ نبی گریختند و به‌خاطر شهوت و عشق مفرط به زنان زمینی هبوط کردند (به زمین آمدند). پیروان ایرانی مانی که «کَوان» را به پارسی میانه برگرداندند، بسیاری از نام‌های ایرانی مانند «سام» (اُحیاه)، «نریمان» یا «پَت سام» (اَحیاه)، «ویشتاسپ/گشتاسب»، «خدوس/هوتوس» (همسر ویشتاسپ/گشتاسب)، «ویروگداد»، «زریل/زریر» و در یک روایت سُغدی، «آریَن ویژَن» (ایران‌ویج) را جایگزین نام‌های سامی‌کردند. درواقع، روش کار آن بوده که اصطلاحات و حتی نام‌های ایزدان، ماه‌ها و شخصیت‌های اساطیری را به زبان‌های دیگر ترجمه می‌کردند تا برای گویندگان آن زبان‌ها ناآشنا نباشد.

### رساله‌ها و نامه‌ها
نامه‌هایی است که مانی در زمان‌ها و مکان‌های مختلف به رهبران جوامع مانوی نوشته است. این مجموعه در فارسی میانه «دیوان» (dĩwān جمع dĩb به معنی نوشته و نامه) نامیده شده و همین عنوان در یک سند مانوی به زبان چینی، از فارسی میانه وام گرفته شده است. اصل این نامه‌ها به زبان اصلی یا به صورت ترجمه به یکی از زبان‌های ایرانی، باقی نمانده است ولی بعضی از آن نقل قول‌های کوتاهی، که صورت اندرز و سخنان حکیمانه دارد، در برخی از متون فارسی میانه و سغدی مانوی، آمده است.
ابن ندیم در الفهرست، فهرستی از عنوان‌های ۷۷ نامه را آورده که عنوان تعدادی از آن‌ها به این قرار است:
1. رسالة الاصلین یا رسال دوبن: ظاهراً رساله‌ای دربارهٔ دو اصل نیکی و بدی بوده که در فارسی میانه «دو بن» (dō bun) نامیده شده است.[۸]
2. رسالة هند العظیمه یا رساله بزرگ هند: از این رساله در نوشته‌های تورفان جمله‌هایی باقی مانده است.[۹]
3. رسالة ارمینیه یا رساله ارمنستان:

در متنی سغدی از تورفان از rmyb frwrtyy (رساله ارمنستان) نقل قول‌هایی شده است.
1. رسالة وحمن فی خاتم الفم یا رساله وحمن در مُهر دهان: در میان نوشته‌های تورفان به فارسی میانه frwrdg y mwhr و به پارتی mwhrdybyy و به سغدی mwhr dyβyy به معنی «نامه مُهر» آمده است.[۱۱]
2. رسالة کلمات العشر یا رساله سخنان دهگانه (فرایض دهگانه).[۱۲]
3. رسالة حطا یا رساله حطا: در قطعه‌ای از تورفان به زبان فارسی میانه، نقل قول‌هایی از این رساله آمده است.[۱۳]

### فراقماطیا
ابن ندیم نام این کتاب را همین گونه نقل کرده است. اصل این واژه یونانی است که به سریانی وارد شده است. پراگماتیا در یونانی به معنی کار و پیشه است که سپس در معنی «رساله» به کار رفته است. ظاهراً این کتاب دستورهای دینی مانی، نیز رسائل عملی و تاریخی مانوی را دربرداشته است. نام این اثر در متون قبطی و چینی آمده ولی نشانه‌ای از آن در متون مانوی ایرانی دیده نشده است.

### اوراد و مزامیر
مجموعه‌ای از آثار دعایی مانی است که شامل دو زبور منظوم نیز هست. هیچ‌یکی از دعاها به فارسی میانه شناسایی نشده است، اما یک متن سغدی نشان می‌دهد که متن منظوم مفصلی به نام «آفرین بزرگان» توسط مانی تصنیف شده است. بسیاری از قطعات این متن به پارتی، فارسی میانه و سغدی در دست است. این زبور دربردارنده دعاهایی خطاب به پدر بزرگی و ایزدان آفرینش سوم است که امور جهان کنونی را بر عهده دارند. عبارت معینی در این زبور تکرار شده است. زبر دیگر «آفرین تقدیس» نام دارد، چه هر یک از دعاها با واژه قادوش آغاز می‌شود. ساختمان این زبور نیز مانند زبور نخستین است.

### ارژنگ
از کتاب‌هایی که به مانی نسبت داده شده، ارژنگ، مجموعه‌ای از نقاشی‌ها است که مانی به وسیله آن آفرینش را آنگونه که تصور می‌کرده، به ویژه جهان روشنی و تاریکی را، به تصویر کشیده و بر آن شرح نوشته است. این مجموعه به زبان پارتی آردهنگ و به فارسی «ارتنگ»، «ارثنگ» و «ارژنگ» نامیده شده است. این اثر به یونانی «ایقون»، در قبطی «ایقونس» و در کتب مانوی چینی «تصویر دو اصل بزرگ» نامیده شده است. از این کتاب در قرن پنجم (یعنی دوران غزنویان و سلجوقیان) نسخه‌ای در غزنه وجود داشته و ابولمعالی در کتاب فارسی خود «بیان الادیان» از آن نام برده است. از آردهنگ اثری به جا نمانده ولی قطعاتی از یک تفسیر پارتی به نام «توضیح آردهنگ» از تورفان به دست آمده است که داستان‌های تمثیلی بسیاری دارد.

### شاپورگان
در بیشتر منابع که ذکری از آثار مانی شده، از کتابی به نام شاپورگان نیز نام برده شده که مانی آن را برای شاپور اول ساسانی به زبان فارسی میانه نوشته بود. ابن ندیم عنوان سه فصل از شاپورگان (در منابع عربی شابرقان، شابورقان و سابرقان) را با مرگ نویشایان (باب انحلال السماعین)، بابا مرگ گزیدگان (باب انحلال المجتبین) و باب مرگ خاطیان (باب انحلال الخطاة) ذکر کرده است. بیرونی مطلبی را در مورد تولد مانی و نزول وحی بر او از فصل «آمدن رسول» نقل کرده است. همین نویسنده در جای دیگر دربارهٔ حقانیت پیامبران گذشته، مانند بودا، زرتشت و عیسی و اینکه اصول عقاید و اعمال مانی همان اصول عقاید این پیامبران است، مطالبی آورده است. یعقوبی نیز مطلبی را از آن در مورد نفس پاک و نفس آمیخته با دیوان و بیماری‌ها و نیز اینکه فلک به نظر وی مسطح است و جهان بر کوه مایلی است که فلکِ برین بر گرد آن می‌چرخد، نقل کرده است. در میان اوراق تورفان، قطعات مفصلی از شاپورگان دربارهٔ آفرینش جهان، رستاخیز و فروپاشی جهان به فارسی میانه به دست آمده است. شیوه نگارش این قطعات بسیار پیچیده و سنگین است و ابهام فراوانی در ساخت جمله‌های طولانی آن دیده می‌شود. این امر می‌تواند به دو عامل بستگی داشته باشد. یکی آن که مانی این کتاب را به زبان مادری اش ننوشته است و دیگر آنکه نثر فارسی میانه در سده سوم میلادی برخلاف نظم آن، از پختگی و فصاحت برخوردار نبوده است. به نظر می‌رسد که باید هر دو عامل را در اینجا محتمل دانست.

### کفالایا
مجموعه‌ای از روایات منسوب به مانی است که توسط شاگردان او در زمان زندگی اش گردآوری شده است. روایت قبطی این اثر با عنوان یونانی کفالایا و قطعاتی از ترجمه آن به فارسی میانه، پارتی و سغدی در دست است. بخش‌های مهم کتاب عبارتند از: کتاب مانی، پیامبران پیش از مانی که موعظه داشتند ولی کتاب نداشتند و به همین مناسبت دینشان تحریف شد، فرستادگان از شیث پسر آدم، ظهور مانی در جهان و فعالیت‌هایش، اهمیت مانی به عنوان فرستاده و غیره.

### آثار پیروان مانی
پس از مانی آثار متعددی از سوی پیروان و شاگردهای او دربارهٔ زندگی و اندیشه‌های او تدوین شده است. برخی از این آثار عبارتند از:
1. شرح حال مانی[۱۹]
2. داستان‌های تمثیلی[۱۹]
3. نامه‌ها[۱۹]
4. تفسیر جان[۱۹]
5. تکوین عالم[۱۹]
6. مواعظ متوهمد روشن [۱۹]
7. چکیده‌های تعلیمات مانی[۱۹]

همچنین سروده‌های زیبایی دربارهٔ دین مانی در دست است، مانند: سروده‌های بلند گفتار نفس زنده و گفتار نفس روشن به زبان فارسی میانه. همچنین مجموعه‌ای از سروده‌ها به زبانهای پارتی و سغدی موجود است. علاوه بر این، مدحیه بلندی به هر دو زبان‌های فارسی میانه و پارتی دربارهٔ ایزدهای مانوی یا خود مانی در دست است. سروده‌های کوتاهی نیز در وصف ایزدها و بزرگان مانوی باقیی مانده است.

## آثار مانویان

### آثار منثور

#### آثار پارتی
از پیروان مانی، تعدادی نامه به زبان پارتی در دست است. قدیمی‌ترین نامه از سیسینیوس، جانشین مانی، خطاب به آمو، رهبر مانویان شرق ایران است که به سده سوم میلادی تعلق دارد. متاخرترین نامه از پیروان فرقه دیناوریه، دربردارنده تعدادی وام‌واژه بودایی-هندی است. تاریخ این نامه که از قول مانی خطاب به آمو جعل شده، احتمالاً میان اواخر سده ششم و اوایل سده هفتم میلادی است. روایت شاعرانه‌ای نیز از مرگ مانی در دست است. در این متن مانی شهریار نیرومندی ترسیم شده که آزادانه سرنوشت خود را تعیین می‌کند. مانی حالت نمادین مردی را مجسم می‌سازد که زره خود، یعنی زندگی اش را رها می‌سازد، تا جامه‌ای دیگر یعنی زندگی برتر و بهتری را برکند.
متنی که تنها چند سطری از آن باقی مانده، گزارشی از آخرین سفر مانی، در پی احضارش توسط بهرام اول، به دربار است. به نظر می‌رسد که مانی از شاهراه قدیمی تیسفون به خوزستان گذر کرده و از جماعت مانوی در گئوخای، احتمالاً زادگاه خود، در ناحیه بیت‌درایه، دیدار کرده است.
متن دیگری در چند سطر، وقایع پیش از توقیف مانی را شرح می‌دهد. در اینجا پتیگ، نویسنده گزارش، در قالب پیشگویی، آنچه بر مانی در شهر جندی شاپور گذشته را شرح می‌دهد.

#### آثار سغدی
از آنجا که مانویان در آسیای مرکزی زبان سغدی به کار می‌بردند، بخش سغدی ادبیات مانوی بسیار گسترده است. از متن سغدی مانوی، بخش منثور آن غنای بیشتری دارد. تقریباً شاهدی برای تاریخ‌گذاری آن‌ها وجود ندارد. متون شامل آثار اصیل سغدی و ترجمه‌هایی از زبان‌های ایرانی میانه غربی به سغدی است. قطعه M 1721 نقل قول‌هایی از انجیل مانی به دو زبان سغدی و فارسی میانه است. قطعه M 915 نیز دربردارنده فهرستی از آثار مانی است. متنی نیز به سه زبان فارسی میانه، پارتی و سغدی دربردارنده متن اعتراف برای گزیدگان و راهبان است که حلقه درونی جماعت مانوی را تشکیل می‌دهند. در میان متون منتشر شده، متن مفصل اعتراف گزیدگان (M 801a BBB) و دو قطعه اعتراف برای نوشایان، جدول‌های گاهشماری، متون پزشکی (مثلاً قطعات M 568 و M 746c) و تعدادی تمثیل، که به زبانی ساده و زنده بیان شده، موجود است. این تمثیل‌ها گواه راستین بر نقشی است که مانویان در انتقال داستان و تمثیل از شرق به غرب و برعکس داشته‌اند. این داستان‌ها از دیدگاه زبانشناسی نیز جالب توجه است. در حالی که متون سغدی مسیحی و بودایی تنها از نظر واژگان باارزش هستند، متون سغدی مانوی دیدگاه روشنی از ساخت و نحوه زبان سغدی به دست می‌دهند. این ویژگی بیشتر در داستان‌ها و تمثیل‌ها که اغلب بسیار زنده هستند، به چشم می‌آید. حتی متون ترجمه شده نیز به سغدی خوب برگردان شده‌اند. مترجمان مانوی از همکاران مسیحی و بودایی خود بهتر بودند، زیرا ترجمه از زبان‌های فارسی میانه و پارتی، که به سغدی نزدیک ترند، آسان‌تر از زبان‌های سریانی و چینی است.
مواعظ مُنوهمد روشن (پارتی: manihmēd rōšn، فارسی میانه: wahman wuzurg بهمن بزرگ) دربارهٔ یکی از ایزدان آفرینش سوم مانوی است که نجات روان را بر عهده دارد. این متن مفصل به پارتی و سغدی در دست است و در آن از آفرینش جهان، روان و نجات بخشی سخن رفته است. روایتی به چینی نیز از آن در دست است.
در میان متون منثور بدون تاریخ، قطعات نسبتاً مفصلی به پارتی، سغدی و ترکی ایغوری باقی مانده است که در پارتی عنوان «تفسیر جان» دارد و بیشتر آن‌ها منتشر نشده است.

#### آثار قبطی
دستنویس‌های قبطی بسیاری در سال ۱۹۳۰ میلادی در مصر کشف شد. از طریق این متون، آگاهی دربارهٔ مانی و مانویت افزایش یافت. متون قبطی روشنایی بیشتری بر بسیاری از سنن مربوط به زندگی و مرگ مانی افکند. از میان این دست‌نویس‌ها، سه کتاب مواعظ، کفالایا و مزامیر منتشر شده است.

##### مواعظ
بخش‌های اول و دوم این اثر مربوط به اواخر سده سوم، بخش سوم حدود سال ۳۰۰ میلادی و بخش چهارم بدون تاریخ است. کتاب شامل مرثیه‌ای در مرگ مانی، آثار بازمانده از او، پایان زندگی مانی، مرگ شاپور، آخرین سفر او، آمادگی مانی برای مرگ و ورود به سرزمین روشنی، سوگواری پیروان مانی در مرگ او، اخبار مرگ مانی، مراسم تدفین و نیز مطالبی دربارهٔ سیسینوس، جانشین مانی و آفرینش و پایان جهان است.

##### کفالایا
شامل اسناد باارزش مانوی مربوط به سده چهارم میلادی است. کتاب ظاهراً از زندگی‌نامه خود او اقتباس شده است.

##### مزامیر
مزامیر مانوی متعلق به سده چهارم میلادی هستند و همه بجز مزامیر توماس ویژگی مشترکی دارند و آن این است که با یک دعا پایان می‌یابند. هر زبور در ستایش عیسی، مانی، گزیدگان و مانویانی است که احتمالاً از شهدا بوده‌اند. بدین ترتیب نام مانی تقریباً در تمام مزامیر آمده است. بعضی از آن‌ها جزئیات شاعرانه‌ای دربارهٔ خصوصیات مانی به دست می‌دهند. زبور شمار CCXXVI دربارهٔ بردباری مانی و شرح حضور مانی در برابر شاه، مرگ مانی و مثله شدنش می‌پردازد. در همین زبور فهرست کتاب‌های مانی به شکل نمادین خاصی معرفی شده است. نوشته‌ها با اجزای سازنده دارویی قوی مقایسه شده‌اند. خود مانی پزشک بزرگ نامیده شده و کتاب‌هایش اجزای نوشدارو است که درمان‌بخش همه دردها و رنج‌ها است.

#### آثار چینی
در کاوش‌های تورفان، متون چینی بسیاری در تون هوانگ چین کشف شد. در سال ۱۹۰۰ یک راهب تائویی دست‌نویس‌های بسیاری در آنجا یافت. در سال ۱۹۰۷ دانشمند انگلیسی سر اُرل استین از تون هوانگ دیدار کرد و با بیش از پنج هزار دستنویس بازگشت. در میان این دستنویس‌ها، متون مانوی وجود داشت که خود دلیلی بر این واقعیت بود که در قرون وسطی، آثار چینی توسط مانویان در ترکستان نوشته می‌شده است. در سال ۱۹۰۸ دانشمند فرانسوی پلیو نیز از این ناحیه بازدید کرد و با خود اطلاعات بسیار باارزشی به کتابخانه ملی پاریس منتقل کرد. در سال ۱۹۱۱ و ۱۹۱۳، دو دانشمند فرانسوی، شاوان و پلیو، با توجه خاص به متون مانوی، ترجمه‌ای از اسناد چینی تون هوانگ را منتشر و نظریات خود را دربارهٔ آن‌ها بیان کردند. قطعه پلیو به سبب اشاراتش به زندگی مانی، به ویژه قابل توجه است. در سال ۱۹۵۲ هالون بخش اول قطعه پلیو را که منتشر نشده بود، با مقدمه و دو فهرست از هنینگ انتشار داد.

#### آثار ترکی/ایغوری
قطعات ترکی آگاهی‌های تازه‌ای دربارهٔ مانی و مانویت به دست نمی‌دهند. زبان این متون ترکی، ترکی قدیم یا ایغوری نامیده می‌شود. زبان ایغوری، به زبان ترکان ایغور اشاره دارد که از سال ۷۶۳ تا ۸۴۰ میلادی، مانویت را به عنوان دین رسمی پذیرفته بودند. در میان قطعات بازیافته، بخشی دربارهٔ دعای اعتراف مانویای یعنی خواستوانیفت توسط بنگ و فون‌لوکوک منتشر شده است.

### آثار فارسی میانه
قدیمی‌ترین آثار منثور تاریخ دار، پس از شاپورگان و ترجمه آثار دینی، قطعات دو روایت است. یکی گزارش آخرین دیدار مانی با بهرام اول که توسط یکی از همراهانش، نوهزادگِ مترجم، شرح داده شده است. مانی دو همراه دیگر نیز داشته که نام یکی از آن‌ها کوشتای، در متون قبطی آمده و نامه‌ای که مانی خطاب به او نوشته، موجود است. نفر دوم ابزخیا است که ظاهراً یکی از فرستادگان مانی به کرکوک بوده است. گزارش دوم شرح آخرین ساعت عمر مانی در زندانی در جندی شاپور و بدرود او با شاگردان و پیروانش است. تاریخ نگارش این دو گزارش، با وجود شاهدان عینی، حدود سال ۲۷۴ میلادی است. نثر هر دو قطعه ساده و جمله‌های کوتاه و تکراری است.
در متن دیگری از فرستادن مبلغان مذهبی به شرق و غرب سخن رفته است. در این متن چنان وانمود شده که پایه‌گذاری فرقه دیناوریه در سده سوم میلادی انجام شده است.
در میان آثار منثور فارسی میانه متقدم، ترجمه دو متن جعلی مسیحی، «شبان و هرمس» و کتاب «اخنوخ» موجود است. از کتاب شبان و هرمس قطعه کوتاهی به فارسی میانه باقی مانده است که در آن قالب داستانی تمثیلی، از کوه‌هایی سخن رفته که هر کدام گروهی از مردم ساکنند. مانی با کتاب اخنوخ آشنایی داشته است. در کتاب کفالایا چندین بار از آن نقل قول شده است. در قطعاتی از فارسی میانه نیز به آن اشاره شده و مانی مطالب مربوط به هبوط فرشتگان را از آن گرفته است.
جدیدترین متن منثور به فارسی میانه درآمدی بر یک مجموعه سرود (مَهرنامگ) است که تاریخی میان سال‌های ۸۲۵ تا ۸۳۲ میلادی در قره شهر در ترکستان چین نوشته شده است. در این زمان دین مانی توسط ایغورها، به عنوان دین رسمی پذیرفته شده بود. نویسنده آن سغدی زبانی بوده که فارسی میانه را به عنوان زبان دینی به کار برده است. در این متن بعضی واژه‌های پارتی و نیز صورت‌های فارسی به کار رفته است؛ مثلاً در بند ۳، (جا) Jāy به جای gyāg آمده که املای واژه را در سده نهم میلادی نشان می‌دهد.
قطعاتی از دستورهای دینی برای گزیدگان و نیوشایان، مواعظ، متون تعلیمی به صورت پرسش و پاسخ (که متون زرتشتی نیز دیده می‌شود)، قطعات تمثیلی بسیار به قصد تبلیغ عقاید مانویان، ادعیه و اوراد، متون مربوط به نجوم و گاهشماری، افسون ضد تب، و طلسم دور کردن دیوان نیز باقی مانده است.

### آثار منظوم
بخش عمده متن مانوی را سرودهای دینی تشکیل می‌دهند که به همان شیوه سنت قدیمی سرودهای اوستایی تصنیف شده‌اند. این سروده گراهی هستند بر قواعدی که نظم ایرانی باستان و میانه از آن‌ها منشأ گرفته‌اند. بعضی از سرودها در دستنویس‌های مانوی به شکل شعر نوشته شده، اما بیشتر آن‌ها به صورت نثرند، ولی با نقطه‌گذاری دقیق مشخص شده‌اند. در سرودهای مانوی اشکال سنتی بنابر پاره‌ای ملاحظات تعدیل یافته و ترتیب ابجدی، یعنی شروع هر بیت، به ندرت واژه‌های مهم، با یکی از حروف ابجد که از سامیان اقتباس شده، به کار رفته است. این سرودها همراه با موسیقی خوانده می‌شدند. در سرودهای ابجدی، اغلب بیتی خارج از ترتیب ابجدی، پس از بیت اول یا دوم یا جای دیگر می‌آید. گاهی نیز بیتی پس از آخرین حرف ابجد افزوده می‌شود.
سرودهای مانوی از نظر شکل و صورت به سه گروه تقسیم می‌شوند:
1. سرودهای بلند که از بخش‌های جداگانه‌ای به نام هندام (اندام، عضو) تشکیل شده است:
  - در این گروه چهار نمونه شناسایی شده است. ظاهراً دو زبور مانوی الگوی این نوع سرودها بوده است. دو مجموعه با عنوان‌های «گفتار نفس زنده»[پانوشت ۲۲] و «گفتار نفس روشن»،[پانوشت ۲۳] به ستایش نفس زنده اختصاص دارد. دو مجموعه دیگر به زبان پارتی، به نام‌های هُویدگمان[پانوشت ۲۴] (بخت نیک برای ما) و انگد روشنان[پانوشت ۲۵] (دوست ثروتمند موجودات روشنی) است. قطعاتی از این سرودها به زبان سغدی نیز در دست است. این عنوان‌ها از نخستین واژه‌های بیت اول این مجموعه‌ها گرفته شده است. در هر دو منظومه که از هشت اندام تشکیل شده است، روح اسیر ماده آرزوی نجات بخش می‌کند تا از اسارت برهد. نجات بخش در اندام ششم سرود فرا می‌رسد و روح را رهایی می‌بخشد. نجات بخش در اندام ششم سرود فرا می‌رسد و روح را رهایی می‌بخشد. هویدگمان در پاره‌های دو سطری سروده شده و هر سطر از دو مصراع تشکیل شده است. در کتابت، میان مصراع‌ها نقطه‌گذاری شده است. انگد روشنان در دو سطر نوشته شده که یک پاره را تشکیل می‌دهد. هر سطر به دو مصراع تقسیم شده و میان مصراع‌ها نقطه‌گذاری شده است.[۳۹]
  - این دو منظومه پارتی به مار اَمو منسوب است و بنابراین به سده سوم میلادی تعلق دارد. این دو از نظر وزن تفاوت اندکی دارند ولی از نظر محتوا و ساخت مشابه هستند. گرچه در هر دو منظومه عبارات تکراری دیده می‌شود، ولی از نظر واژگان و تحیل قوی و غنی هستند.[۴۰]
2. سرودهای بلند ستایش (مدیحه) که در فارسی میانه آفُرِشن[پانوشت ۲۶] و در پارتی آفریون[پانوشت ۲۷] نامیده می‌شوند.[۴۱]
  - این سرودها معمولاً، و نه الزاماً خطاب به ایزدان مانوی و خود مانی است. مانویان در این سرودها، به سبب طولانی بوده، به‌طور کامل باقی نمانده‌اند.[۴۲]
3. سرودهای کوتاه که اغلب، ولی نه همیشه، ابجدی هستند و در فارسی میانه مَهر[پانوشت ۲۸] و در پارتی باشاه[پانوشت ۲۹] نام دارند.[۴۳]
  - تنها متون مانوی که به‌طور کامل حفظ شده‌اند، سرودهای کوتاه هستند، گرچه ابیاتی از این سرودها نیز از میان رفته است. بیشتر این سرودها در ستایش پدربزرگی و ایزدان نجات بخش آفرینش سوم است و از همان الگوی دو زبور مانوی پیروی کرده‌اند. سرودهای کوتاه بسیاری نیز خطاب به روح زنده است. در میان سرودهای کوتاه، بلندترین آن‌ها در ستایش ایزد خورشید است که در فارسی میانه روح زنده و پارتی پیامبر سوم است. به نظر می‌رسد که تخیل در این سرودها از نن ایرانی منشأ گرفته باشد. بازتاب این متن را در مهریشت اوستا می‌بینیم. در سرودهایی که، به ویژه در ستایش عیسی درخشان است، از اصطلاحات مسیحی و گنوسی وام گرفته شده است. تعدادی از سرودها در مراسم روز دوشنبه، روز مقدس مانویان یا در جشن سالانه بما خوانده می‌شد. برخی نیز سرودهای انتساب، یادبود و سرودهایی برای نیکوکاران است.[۴۴]

قطعاتی از واژه‌نامه‌ها، که در آن‌ها واژه‌های ایرانی میانه غربی به سغدی (ایرانی میانه شرقی) توضیح داده شده‌اند، منتشر شده است. این واژه‌نامه‌ها خلاف فرهنگ پهلوی برای خوانندگان تنظیم شده نه برای کاتبان و احتمالاً به دستنویس‌هایی افزوده می‌شده که شامل متون ایرانی میانه غربی بودند. فهرست‌هایی به سغدی نیز در دست است که شامل گاهشماری، نام اشخاص و بخش‌های بدن و فهرست نام ملت‌ها (فارسی میانه nāfnāmag) است. این‌ها احتمالاً نشانه‌هایی از سنن شفاهی هستند که به صورت مکتوب درآمده‌اند.
تنها متن ادبی غیر دینی در دستنویس‌های مانوی (جدا از افسانه‌ها) در سه قطعه، در دستنویسی از سده دهم میلادی است. این قطعات، شامل بخش‌هایی از ابیاتی از شعر فارسی نو دربارهٔ بلوهر و بوداسف، منسوب به روکی است. این قطعات معرف قدیمی‌ترین دستنویس به جا مانده از شعر فارسی است.

#### وزن اشعار مانوی
در اشعار پارتی و به احتمال زیاد فارسی میانه، هر بیت شامل دو مصراع است و هر مصراع نیز معمولاً از چند واژه تشکیل می‌شود که دو واژه آن اصلی است و تکیه واژه بر روی هجای آخر آنهاست. این دو واژه اصلی (همراه واژه‌های وابسته به آنها) دوپایه یا رکن به‌شمار می‌روند و هر یک مرکب از دو یا سه یا چهار هجا به دندرت یک یا پنج هجا هستند. در وزن این اشعار، علاوه بر تعداد هجاهای تکیه دار، ضربِ وزن می‌تواند تفاوت داشته باشد.